# Ligne de tramway K (Lille)
Pour les articles homonymes, voir Ligne K.
Ne doit pas être confondu avec Ligne de tramway K Lille Gare - Lille Porte d'Arras.
La ligne K est une ancienne ligne du tramway de Lille.

## Histoire
La ligne est supprimée en 1948.

## Vestiges

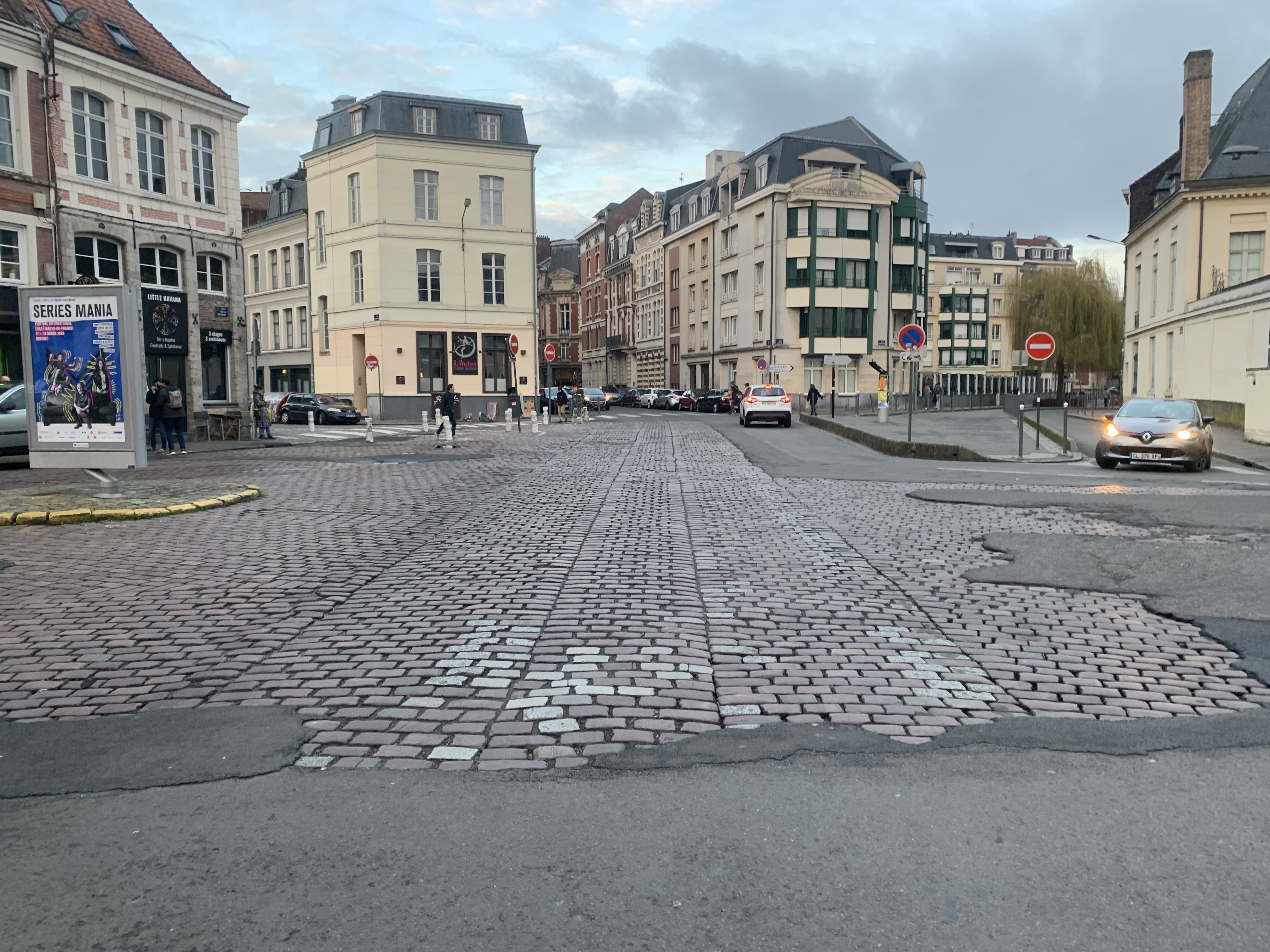
Trace dans les pavés des anciens rails de la ligne place Maurice Schumann.
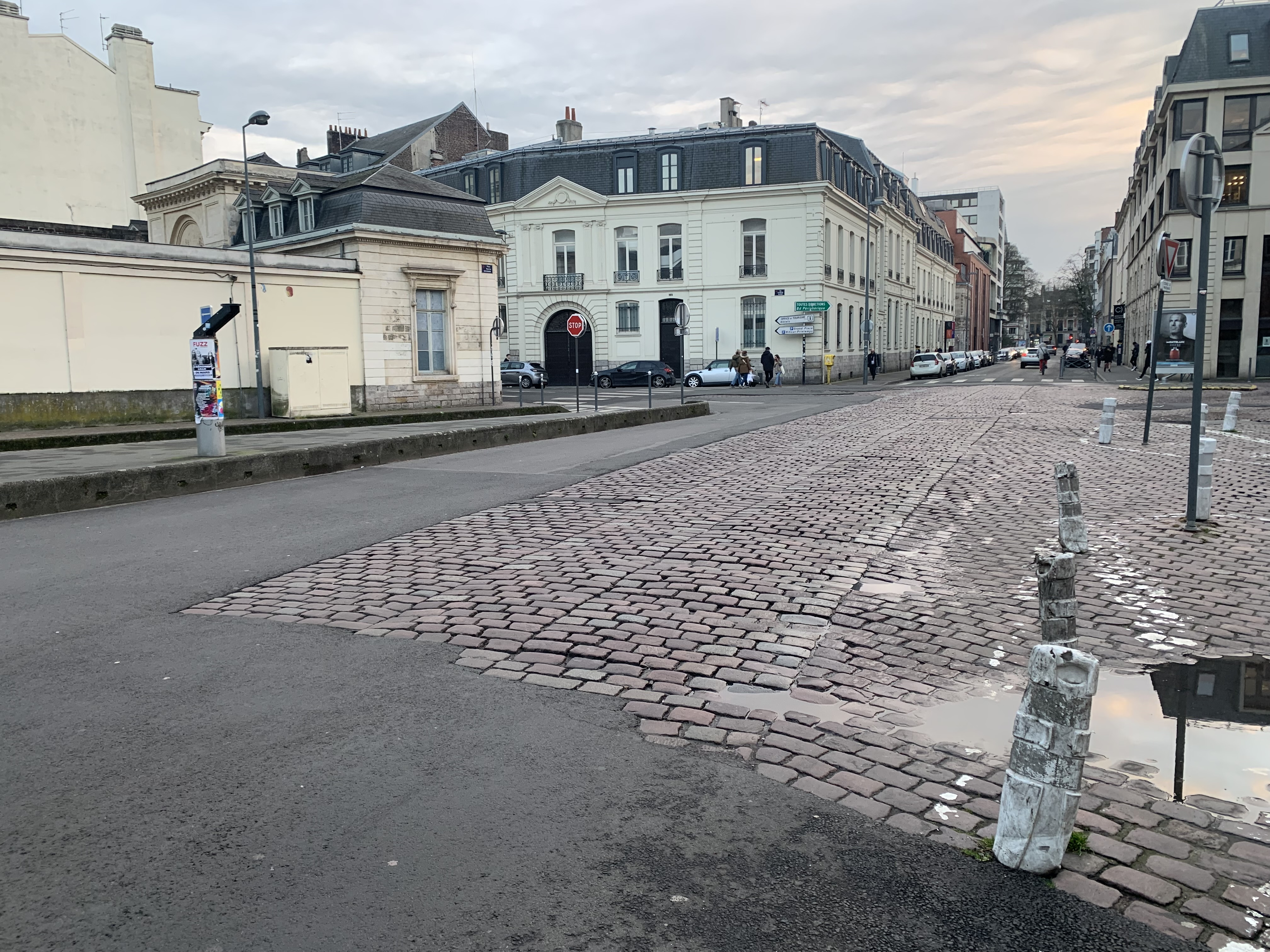
Idem.